# Oklahoma!

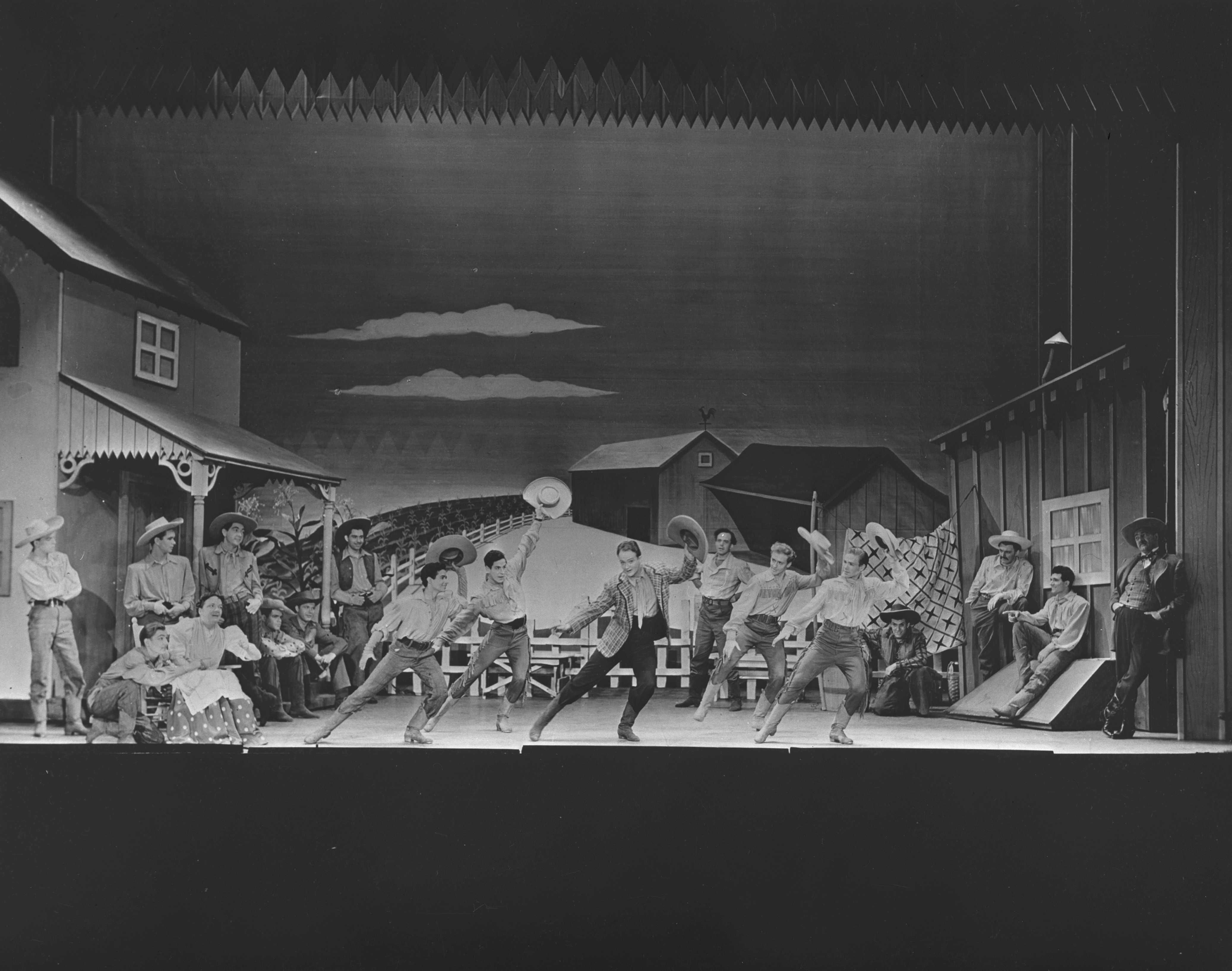
Musical Oklahoma! (1943)

Oklahoma! – musical, do którego muzykę napisał Richard Rodgers, a libretto Oscar Hammerstein II. Miał swoją premierę na Broadwayu 31 marca 1943 roku. Koszty przygotowania spektaklu wynosiły 80 tysięcy dolarów, zyski wyniosły 5 milionów dolarów. W ciągu 5 lat musical został wystawiony ponad 2000 razy. Reżyserem był Rouben Mamoulian, a choreografię przygotowała Agnes de Mille.
Był to pierwszy wspólny projekt Rodgersa i Hammersteina. Był pierwszym musicalem, który zawierał głębsze studium psychologii bohaterów. Szeroko uwzględniał kontekst społeczny i historyczny, a piosenki były łącznikiem spajającym fabułę, a nie przerywnikiem. Produkcja pod tytułem Away We Go po raz pierwszy została wystawiona 11 marca 1943 roku w Schubert Theatre w New Haven. Spektakl dotarł do Nowego Jorku z dwoma istotnymi zmianami: dodaniem piosenki Oklahoma! i nowym tytułem Oklahoma!.
Oryginalna produkcja Oklahomy! była wystawiana na Broadwayu 2212 razy, od 31 marca 1943 do 29 maja 1948 roku. Nowe produkcje Oklahomy! pojawiły się na Broadwayu w latach 1951 i 1979. W 1955 roku stworzono filmową wersję musicalu pod tym samym tytułem.